# Gesellschaftshund

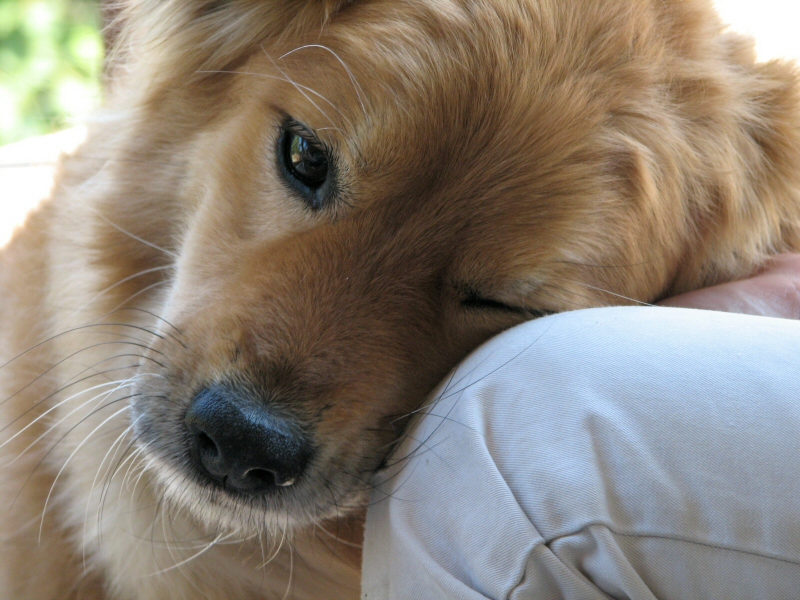
Ein Hund als Gesellschaftshund

Gesellschaftshunde sind Hunde, die dem Menschen zur Gesellschaft (als Sozialpartner) dienen. Unter diesem Begriff werden auch verschiedene Hunderassen zusammengefasst, die traditionell meist die Funktion als Gesellschaftshunde hatten oder haben und als solche gezüchtet wurden.
Es ist schwer, zwischen Gebrauchs- und Gesellschaftsfunktion des Hundes zu unterscheiden, da fast jeder als Gebrauchshund genutzte Hund neben seinen Hauptaufgaben auch eine soziale Funktion für seinen Halter hat. Außerdem ändert sich die Hauptfunktion einer Rasse mit der Zeit.
In der Systematik der FCI-Hunderassen bilden die Gesellschafts- und Begleithunde die Gruppe 9.